# Tarenna collinsae
Tarenna collinsae är en måreväxtart som beskrevs av William Grant Craib. Tarenna collinsae ingår i släktet Tarenna och familjen måreväxter. Inga underarter finns listade i Catalogue of Life.